# In the Mouth of Madness
In the Mouth of Madness (lit. En la boca de la locura); conocida en España y Argentina con el nombre En la boca del miedo y en Perú como Al borde de la locura es una película estadounidense de terror de 1995, aunque estrenada para un festival en Italia en diciembre de 1994, dirigida por John Carpenter. Con guion de Michael De Luca, en el que se percibe gran influencia de los relatos de H.P. Lovecraft, está protagonizada por Sam Neill, Julie Carmen, Jürgen Prochnow y David Warner. El actor Charlton Heston también hace una breve aparición.
La cinta es la tercera y última parte de la denominada "Trilogía del Apocalipsis", cuyo nombre y concepto fueron creados por Carpenter, a la que precedieron The Thing (La cosa) (1982) y Prince of Darkness (El príncipe de las tinieblas) (1987). Obtuvo el premio de la crítica en el festival Fantasporto y nominaciones como mejor película del año en los premios Saturn y en los convocados por la revista Cahiers du Cinéma.

## Argumento
Poco después del surgimiento de una ola de caos y violencia y la desaparición del célebre escritor de terror, Sutter Cane (Jürgen Prochnow), John Trent (Sam Neill) ex-investigador de seguros es encerrado en un hospital psiquiátrico donde recibe la visita del doctor Wrenn (David Warner) a quien explica su historia y como llegó al hospital a modo de flashback.
Trent accede a colaborar para la editorial Arcane Publishing, después de que esta dará la queja de que Cane ha desaparecido y de que el agente del mismo enloqueciera a plena luz del día tras leer el manuscrito de su más reciente libro. El director de la empresa, Jackson Harglow (Charlton Heston) le encomienda que busque a Cane para poder finalmente publicar su novela final. La editora de Cane, Linda Styles (Julie Carmen)  explica que los libros de Cane provocan efectos anormales en sus lectores, que incluyen alucinaciones, perdida de la cordura, entre otros. Trent en un intento por buscar pistas de su desaparición, creyendo que la desaparición de Cane es un fraude, lee los libros de Cane, con los que experimenta extrañas alucinaciones y pesadillas. Poco después, tras despertar, halla en las portadas de los libros líneas rojas que parecen armar un rompecabezas. Tras recortarlas y alinearlas, descubre que las líneas forman un mapa perfecto del estado de New Hampshire con un punto en medio del mapa, que indica la localización de Hobb's End, un pueblo solo hallado en las historias de Cane.
Creyendo que se trata de un truco publicitario, Trent junto con Linda viaja hacia la localización dada por el mapa por encargo de Harglow. Durante el trayecto, fenómenos extraños empiezan a suceder por el camino, hasta que, mientras Trent duerme, Linda descubre que se hallan manejando sobre un vacío, el cual da un pasillo de geometría errónea que comunica con Hobb's End. Trent sigue creyendo que es una puesta en escena, pues el pueblo es curiosamente similar a las descripciones dadas por Cane, además del encuentro repentino de Linda con el pueblo. Tras alojarse en un hotel, buscan a Cane por todo el pueblo, donde presencian extraños eventos como una turba molesta siendo atacada por Cane frente a una iglesia usando perros, niños grotescamente mutados, y otros.
La consternación empieza a desestabilizar a Trent quien insiste en que es una farsa publicitaria, y que se marchen. Linda se niega a ir y explica que lo que están viviendo tiene un parecido extrañamente similar con las historias de los libros de Cane. Además, Linda explica que el libro más reciente habla sobre la destrucción de la humanidad a manos de antiguas presencias malévolas. Trent, aun sin creerlo, intenta marcharse, pero su ida es frustrada cuando Linda roba el auto en busca de Cane a la iglesia. Linda lo encuentra dentro, escribiendo su nuevo libro, In the Mouth of Madness, donde le explica que sus historias están siendo canalizadas por una raza de antiguas criaturas extradimensionales, que el llama los Antiguos y que quieren retomar la Tierra, usando como recipiente a Cane para hacer los relatos realidad y así cruzar a nuestra realidad. Linda, lee el manuscrito y pierde la cordura, mientras besa a Cane apasionadamente, quien resulta haberse convertido en una monstruosidad tras estar a servicio de los Antiguos.
Trent descubre a Linda fuera del umbral de su cuarto, quien grita sobre los horrores del manuscrito de Cane. En su intento por conseguir auxilio, Trent descubre que la receptora del hotel, la Sra. Pickman (Frances Bay) ha mutado en un horror tentaculado que empieza a a destazar a su marido. Trent intenta huir con Linda, solo para descubrir que esta también ha mutado en un horror servidor de Cane. John huye hasta llegar al centro de la ciudad, donde entra en un bar. El dueño del mismo, Simon (Wilhelm von Homburg) le explica a Trent que lo que están viviendo es la realidad, construida por Cane y todo lo que ocurra está predestinado a suceder, pues así lo escribió. Dicho esto, comete el suicidio con una escopeta sin poder hacer nada, pues es así como Cane escribió su final. Trent intenta huir con Linda, pero esta se ha vuelto una abominación más y se ve forzado a dejarla. 
Su intento de huida, sin embargo termina en fracaso, pues cada escape lo teletransporta directo al centro de la ciudad, con una turba de gente poseída y mutada, hasta que Linda lo distrae y este se estrella. Trent despierta en un confesionario junto a Cane, quien le explica que el secreto es la creencia, la cual esta abriendo un canal para los Antiguos, que finalmente retomarán el planeta y al pasar, presagiarán el fin de la humanidad. Trent finalmente es teletransportado por Cane al cuarto donde ha estado escribiendo, y le entrega el manuscrito a Trent, a quien le explica que solo es un personaje de ficción con el fin de devolver el manuscrito. Cane abre un pasillo hacia nuestra realidad, y abre un portal al vacío fuera del universo. Por mucho que Trent insiste, Linda no acepta ir con él, pues ha leído el manuscrito y sabe el final, para luego ser eliminada. Finalmente los Antiguos salen del portal y entran por el pasillo a nuestra realidad, casi matando a Trent, quien tropieza y vuelve a nuestro universo.
Repetidas veces, Trent intenta deshacerse del manuscrito, pero este vuelve continuamente y recibe visitas de Cane quien demuestra que no hay nada que pueda hacer contra él. Finalmente, tras llegar con Harglow, este último revela que Linda nunca existió y que el manuscrito fue entregado por el mismo Cane meses atrás, con el libro ya publicado y una adaptación cinematográfica en camino. Horrorizado, Trent pierde la cordura, lo que le lleva a asesinar a un fanático de Cane, que lo lleva al principio de la historia: su encierro en el manicomio. Trent advierte al Dr. Wrenn antes de salir tras terminar su relato que la fe en Cane es tanta, que los Antiguos volverán pronto y retomarán el mundo, y que eso conllevará el fin de la humanidad, y que no quedará nada de ellos.
Finalmente, esa misma noche, la electricidad falla y los gritos resuenan por el hospital. Trent se refugia en su celda mientras atestigua desmanes y caos en los pasillos. A la mañana siguiente, Trent descubre el lugar deshecho y vacío, mientras las calles se encuentran desoladas y destruidas; acude a un cine cercano para ver la adaptación cinematográfica de In the Mouth of Madness, solo para revelar que la adaptación del libro no es otra que la película que estamos viendo, por lo que Trent colapsa y ríe maniáticamente.

## Reparto
- Sam Neill - John Trent
- Julie Carmen - Linda Styles
- Jürgen Prochnow - Sutter Cane
- David Warner - Dr. Wrenn
- John Glover - Saperstein
- Bernie Casey - Robinson
- Peter Jason - Paul
- Charlton Heston - Jackson Harglow
- Frances Bay - Señora Pickman
- Wilhelm von Homburg - Simon
- Hayden Christensen - Chico del periódico
- Sean Roberge - Desk Clerk
- Kieran Sells - Chico
- Kevin Zegers - Chico

## Recepción
In the Mouth of Madness hizo su estreno en diciembre de 1994 en Italia y el 3 de febrero de 1995 en los Estados Unidos. Recaudó $3,441,807 de dólares en su primera semana, y $8,946,600 en total. Fue una decepción de taquilla, pero logró recaudar lo suficiente para cubrir su inversión. 
La película recibió críticas mixtas mayoritariamente favorables. Fue ubicada en la posición # 10 de las mejores películas de 1995 por la revista francesa Cahiers du cinéma. La redacción de la revista Fotogramas le concede 3 estrellas de 5.
Luis Martínez en su crítica para el diario El País la califica como "una de las películas más magnéticas y lúcidas que ha visto el género fantástico en los últimos años". Michele Galgana, en su reseña para Screen Anarchy, la valora positivamente incidiendo en que  "si eres un aficionado al cine de Carpenter, esta es una de las obras que no te puedes perder (...) Es muy divertida (...) Y los efectos especiales no están nada mal". Por su parte Kevin Thomas, en su crítica para Los Angeles Times, la valora como "una película de terror que te hace pensar: es tan cerebral como visceral". Sin embargo hay críticos que la valoran negativamente. Roger Ebert la califica con una puntuación de 2 sobre 4 advirtiendo "al final es inevitable preguntarse qué tipo de película habría resultado si el guion ofreciese al menos una pizca de ambición e ingenio". Kim Newman en Empire indica que "ofrece un par de sustos por aquí y por allá, pero por lo general es un desastre. ¿Lo más aterrador de todo? Que a Carpenter todavía le quedaba por filmar Ghost of Mars". Desson Thompson para The Washingtong Post advierte que es "aburrida y con un guion terriblemente malo".
En FilmAffinity, con 9.799 votaciones de los usuarios del portal, obtiene una calificación de 6,6 sobre 10. En IMDb, con 60.813 valoraciones de sus usuarios, es valorada con un 7,2 sobre 10. En Rotten Tomatoes, con 46 críticas profesionales, obtiene una calificación de "fresco" para el 59% y con 24.531 valoraciones de los usuarios una valoración favorable del 73%.